# Glenwood (Washington, Kitsap megye)
Glenwood az Amerikai Egyesült Államok északnyugati részén, Washington állam Kitsap megyéjében elhelyezkedő önkormányzat nélküli település.